# 十津川村立西川第一小学校
十津川村立西川第一小学校（とつかわそんりつ にしがわだいいちしょうがっこう）は、奈良県吉野郡十津川村大字重里にあった公立小学校である。

## 概要
十津川村の南西部の北部を校区としていた小学校である。熊野川（十津川）の支流である西川の流域の大部分（上湯川流域などを除く）が校区であった。
2015年度の児童数は15（1年生2、2年生1、3年生1、4年生3、5年生5、6年生3）、教員数11、職員数3。

## 沿革
- 2012年（平成24年）9月1日 - 十津川村大字永井239から十津川村大字重里465-1に移転。旧西川中学校校舎を補強改修して使用[3]。
- 2017年（平成29年）4月1日 - 十津川村立平谷小学校・十津川村立西川第二小学校と統合し十津川村立十津川第二小学校が開校したことに伴い閉校[4]。

## 通学区域
十津川村のうち、重里、永井、玉垣内、今西、西中、小手山、小坪瀬、迫西川、および出谷のうち松柱。

## 主な進学先
公立学校の場合は、十津川村立西川中学校、同校閉校後は十津川村立十津川中学校へ進学していた。　

## アクセス
十津川村営バス永井バス停から69m。

## 周辺
- 国道425号